# William (rapper)
William, pseudonimo di Ville Virtanen (Rauma, 22 luglio 1996), è un rapper finlandese.

## Biografia
Originario di Rauma e studente della Satakunta University of Applied Sciences, William ha iniziato la propria attività musicale nel 2019 con la pubblicazione di vari singoli.
Il 4 settembre 2020 ha messo in commercio il suo primo album in studio Shakespeare, che ha esordito direttamente in cima alla Suomen virallinen lista, e che contiene la hit Penelope realizzata con la partecipazione del statunitense Clever, la quale ha infranto il record per il brano più longevo al numero uno nella classifica dei singoli finlandese con ventuno settimane, superando Teit meistä kauniin del 1998 degli Apulanta. A fine anno secondo la Musiikkituottajat Penelope è stata la canzone più venduta e Shakespeare il 9º disco più venduto a livello nazionale. Agli Emma gaala il successo del brano gli ha permesso di ottenere tre candidature e conseguire il premio della canzone più trasmessa in streaming dell'anno.
Boy Wonder, uscito nell'ottobre 2021, è divenuto il suo secondo disco numero uno nella Suomen virallinen lista.

## Discografia

### Album in studio
- 2020 – Shakespeare
- 2021 – Boy Wonder
- 2023 – Willain

### Singoli
- 2019 – Demonit
- 2019 – Raketoin (feat. SKII6)
- 2020 – Moncler (feat. Tactic L)
- 2020 – Penelope (feat. Clever)
- 2020 – Terveellinen (con Lewiski)
- 2021 – Flyys
- 2021 – Ympyrää (con Bizi)
- 2023 – Ei vitus (feat. Korelon)
- 2023 – Champagne sippa
- 2023 – Missaat mut (con Isac Elliot)
- 2023 – Love Me
- 2023 – Liikkuu (con Ares)
- 2024 – Love Song (con Kerza)
- 2024 – 25
- 2024 – Luottamusongelmii (con Santz)
- 2024 – Taskut täyn (con Kube)
- 2024 – Platinaa (con Kube)
- 2024 – ILY
- 2024 – Tänä yön (con T Swoop)
- 2024 – Rauhaa (con Averagekidluke e Kerza)
- 2024 – Koukus (con Averagekidluke)
- 2024 – Anteeks (con Isac Elliot)
- 2025 – Lampaita (con Ahti)
- 2025 – Enkeli (con Etta)
- 2025 – 16 ct (con Jore & Zpoppa e Habson)

### Collaborazioni
- 2021 – Parempaa (MDS feat. JVG & William)
- 2022 – Tarviin tilaa (Jambo feat. William)
- 2022 – Käytöstapoi (Joe L feat. William)
- 2022 – 20min (Isac Elliot feat. William & Cledos)
- 2022 – Aika on rahaa (Mikael Gabriel feat. William)
- 2023 – Ovet paukkuu (Joe L feat. William)
- 2023 – Tässä ja nyt (Överi feat. william)
- 2024 – Weak (Isac Elliot feat. Cledos, William, Jore & Zeppa & William)